# Le Vantard
Pour les articles homonymes, voir Boy Meets Girl.
Pour plus de détails, voir Fiche technique et Distribution.
Le Vantard (titre original : Boy Meets Girl) est un film américain en noir et blanc réalisé par Lloyd Bacon, sorti en 1938.

## Synopsis
Deux scénaristes farfelus d'Hollywood, Robert Law (James Cagney) et J.C. Benson (Pat O'Brien), essayent d'aider une serveuse enceinte.

## Fiche technique
- Titre original : Boy Meets Girl
- Titre français : Le Vantard
- Réalisation : Lloyd Bacon
- Scénario : Bella Spewack, d'après la pièce de théâtre de Samuel Spewack
- Direction artistique : Esdras Hartley (en)
- Costumes : Milo Anderson
- Photographie : Sol Polito
- Montage : William Holmes
- Musique : Ray Heindorf, Howard Jackson
- Production : Samuel Bischoff, Hal B. Wallis, Jack Warner
- Société de production : Warner Bros.
- Société de distribution : Warner Bros.
- Pays de production : États-Unis
- Langue originale : anglais
- Format : noir et blanc — 35 mm — 1.37:1 — son monophonique
- Genre : Comédie
- Durée : 86 min
- Dates de sortie :
  - États-Unis : 27 août 1938
  - France : 7 novembre 1944

## Distribution

### Acteurs principaux
- James Cagney : Robert Law
- Pat O'Brien : J.C. Benson
- Marie Wilson : Susie
- Ralph Bellamy : C. Elliott Friday
- Frank McHugh : Rossetti
- Dick Foran : Larry Toms
- Bruce Lester : Rodney Bowman
- Ronald Reagan :  annonceur
- Paul Clark : Happy
- Penny Singleton : Peggy
- Dennie Moore : Mlle Crews
- Harry Seymour : compositeur
- Bert Hanlon : compositeur
- James Stephenson : Major Thompson

### Acteurs secondaires
- Curt Bois : directeur de la danse (non crédité)
- Eddie Conrad : Jascha Alexander (non crédité)
- Hal K. Dawson (en) : l'attendant (non crédité)
- Otto Fries : Olaf, le masseur (non crédité)
- John Harron : l'homme qui parle à Rodney (non crédité)
- Carole Landis : Commissaire Cashier (non crédité)
- Vera Lewis : la femme de ménage du studio (non crédité)
- Peggy Moran : conducteur de New York (non crédité)
- James Nolan : le jeune homme amené par Susie (non crédité)
- John Ridgely : Simmons (non crédité)
- Cliff Saum : Smitty, le policier (non crédité)
- Rosella Towne : l'infirmière de l'hopital (non crédité)
- Dorothy Vaughan : l'infirmière d'Happy (non crédité)
- Pierre Watkin : B.K. Whitacre (non crédité)